# Alejandra del Moral
Paulina Alejandra del Moral Vela (Cuautitlán Izcalli, Estado de México; 22 de agosto de 1983) es una política mexicana. Se desempeñó como presidenta municipal de Cuautitlán Izcalli de 2009 a 2012, siendo la primera mujer en haber ocupado dicho cargo.Actualmente desde el 4 de octubre de 2024 se desempeña como directora general de la Agencia Mexicana de Cooperación Internacional para el Desarrollo bajo la presidencia de Claudia Sheinbaum.
Fue candidata a la gubernatura del Estado de México en las elecciones estatales de 2023 como parte de la alianza Va por el Estado de México, conformada por los partidos PRI, PAN, PRD y Nueva Alianza Estado de México.
En 2024, anunció su salida del Partido Revolucionario Institucional y mostró su apoyo a la entonces candidata presidencial Claudia Sheinbaum. Aun así, ella afirmó que no sería militante del partido Morena.

## Biografía

### Primeros años
Vela estudió derecho en la Universidad Iberoamericana, donde se graduó como abogada. Tiempo después, realizó una maestría en administración pública y política pública en el Instituto Tecnológico y de Estudios Superiores de Monterrey.

### Familia
En marzo de 2022, dio a luz a dos gemelos, una niña y un niño, procreados con el legislador Mariano González Aguirre, hijo del exgobernador de Tlaxcala, Mariano González Zarur, y de la actriz Hilda Aguirre. Ambos contrajeron matrimonio en julio del mismo año.

## Carrera política

### Presidenta de Cuautitlán Izcalli
En 2006, participó en su primera contienda electoral, al ser candidata a diputada local por el distrito 43 con cabecera en Cuautitlán Izcalli. Ese mismo año, se desempeñó como directora de Relaciones Internacionales del Gobierno del Estado de México. En 2009, ganó las elecciones para presidente municipal de Cuautitlán Izcalli, su ciudad y municipio natales. Con esa victoria, se convirtió en la primera mujer en ganar una presidencia municipal, y en la presidenta más joven del país. Como presidenta municipal de Izcalli, impuso una disciplina presupuestal austera y renegoció la deuda, lo cual contribuyó a sanear las finanzas del municipio.
En 2012, fue elegida como diputada federal por el distrito VII con cabecera en Cuautitlán Izcalli. Como integrante de la LXII Legislatura Federal, fungió como presidenta de la entonces Comisión del Distrito Federal y del Comité del Centro de Estudios de Derecho e Investigaciones Parlamentarias de la Cámara de Diputados. Igualmente, fue secretaria de la Comisión de Hacienda y Crédito Público, y de la Comisión de Puntos Constitucionales.

#### Fraude de 115 millones de pesos
En 2022, el Frente Mexiquense para una Vivienda Digna, A. C. (FMVD, A. C.) revivió información sobre una denuncia que habían interpuesto en su contra por haber cometido un fraude de 115 millones de pesos durante su mandato como presidenta de Cuautitlán Izcalli, asegurando que esta había «simulado» la compra y venta de mil cuarenta y nueve casas. La organización añadió que en su momento la denuncia que le habían hecho no prosperó debido a que el entonces presidente de México, Enrique Peña Nieto, la protegió para evitar que fuera enjuiciada.

### Militancia en el PRI
En febrero de 2015, fue nombrada directora general del entonces BANSEFI, hoy Banco del Bienestar, por el entonces presidente de la República Enrique Peña Nieto. En octubre de 2016, se incorporó al Gabinete de Eruviel Ávila Villegas, gobernador del Estado de México, como secretaria del trabajo.
En febrero de 2017, tomó protesta como presidenta del Comité Directivo Estatal (CDE) del PRI en el Estado de México. A finales de ese mismo año, se le designó como secretaria de desarrollo económico por el Gobernador Alfredo del Mazo Maza. 
Durante las elecciones federales de México de 2018, fue candidata al Senado de la República por el Estado de México por la coalición Todos por México, junto a César Camacho Quiroz, finalmente la fórmula resultó derrotada al quedar en tercer lugar por debajo de las fórmulas de las coaliciones Juntos Haremos Historia y Por México al Frente. 
En octubre de ese año, se le designó como presidenta del Comité Directivo Estatal del PRI en el Estado de México, lo que la convirtió en la primera mexiquense en ocupar el cargo en 3 periodos diferentes. El 3 de febrero de 2022, del Moral anunció su renuncia a la dirigencia del partido estatal para poder contender a la gubernatura del Estado de México. El 20 de octubre, el PRI la nombró coordinadora de la Defensa del Estado de México.

### Candidatura a la gubernatura del Estado de México
Tras postularse a gobernadora del Estado de México en 2023, perdió en las elecciones estatales del mismo ante Delfina Gómez Álvarez, quien le ganó por una diferencia de 521,774 votos, que representa el 8.18 por ciento de la votación total emitida.
Tras perder la elección y las posteriores acusaciones dentro del mismo PRI contra el gobernador del Mazo de hacerlo responsable por la derrota al entregarle el estado a Morena, en una asamblea del PRI celebrada el 9 de junio de 2023 frente a militantes, delegados, síndicos, regidores, alcaldes y líderes del partido, la excandidata afirmó ser ella la única responsable de la derrota, resaltando que se debe reflexionar qué quieren para el partido, para el estado, pues aseguró que para el tricolor hay más futuro que pasado si se ponen a hacer lo que les toca, agregando que ama profundamente a su partido y les agradeció lo que es y por ello insistió en que es momento de cuidar al PRI.

### Renuncia al PRI y alianza con Claudia Sheinbaum
El 27 de mayo de 2024, Alejandra del Moral hizo pública su renuncia al PRI, argumentando que el partido había «perdido sus principios fundamentales de democracia y justicia social». Además, expresó su descontento con la actual dirigencia del partido. Ese mismo día, se hizo público que Del Moral se había reunido con Claudia Sheinbaum, candidata a la Presidencia de México por Morena.

### Directora general de AMEXCID
El 4 de octubre de 2024, se anunció su incorporación al gobierno de Claudia Sheinbaum como directora general de la Agencia Mexicana de Cooperación Internacional para el Desarrollo (AMEXCID), reafirmando su ingreso a Morena. Su nombramiento generó críticas y molestia entre los partidarios de Sheinbaum y su gobierno, y simpatizandes del PRI, ya que Del Moral había abandonado su anterior partido político para unirse al de ella sin siquiera haberlo dudado. A esto se le sumaron los cuestionamientos en torno al hecho de si la política contaba con la preparación y los conocimientos necesarios para ejercer el cargo.